# 哈普蓬塔山
13°45′21″S 71°0′17″W / 13.75583°S 71.00472°W
哈普蓬塔山（Japu Punta），是秘魯的山峰，位於該國東南部庫斯科大區，處於西維納科查湖以北，屬於安第斯山脈中維爾卡潘帕山脈的一部分，海拔高度5,845米，人類在1974年首次登頂。